# 아니에 푸루옐름

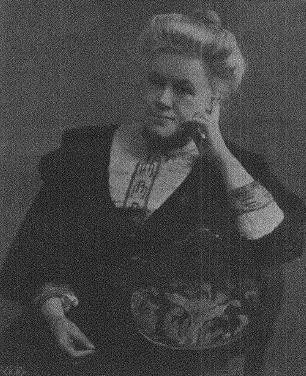

아니에 프레드리카 푸루옐름(Annie Fredrika Furuhjelm: 1859년 12월 11일-1937년 7월 17일)은 핀란드의 언론인, 정치인, 작가, 여성주의 운동가다. 1914년-1924년, 1927년-1930년 의회의원을 역임했다. 소속 당은 스웨덴인당, 지역구는 우시마 선거구였다. 핀란드 백장미 훈장을 수훈했다.
러시아령 알래스카 총독을 역임한 함푸스 푸루옐름 제독과 스웨덴-스코틀랜드계 아나 엘리자베트 폰 쇼울츠(Anna Elisabeth von Schoultz) 부부의 딸로 태어났다. 1872년 핀란드로 이주해 와서 헬싱키 독일어 음악학교를 1876년 졸업하고 스웨덴어 대학원을 1887년 졸업했다.
1901년-1908년 누티드 지의 편집장을 역임했고 1919년-1927년에는 아스트라 지의 기자로 일했다.
여성동맹연합에서 활동하여 1904년-1908년 부총재, 1908년-1913년 총재를 역임했고 1907년-1937년에 스웨덴계 여성협회 총재, 그리고 핀란드 여권협회 총재를 역임했다.